# Potrubí

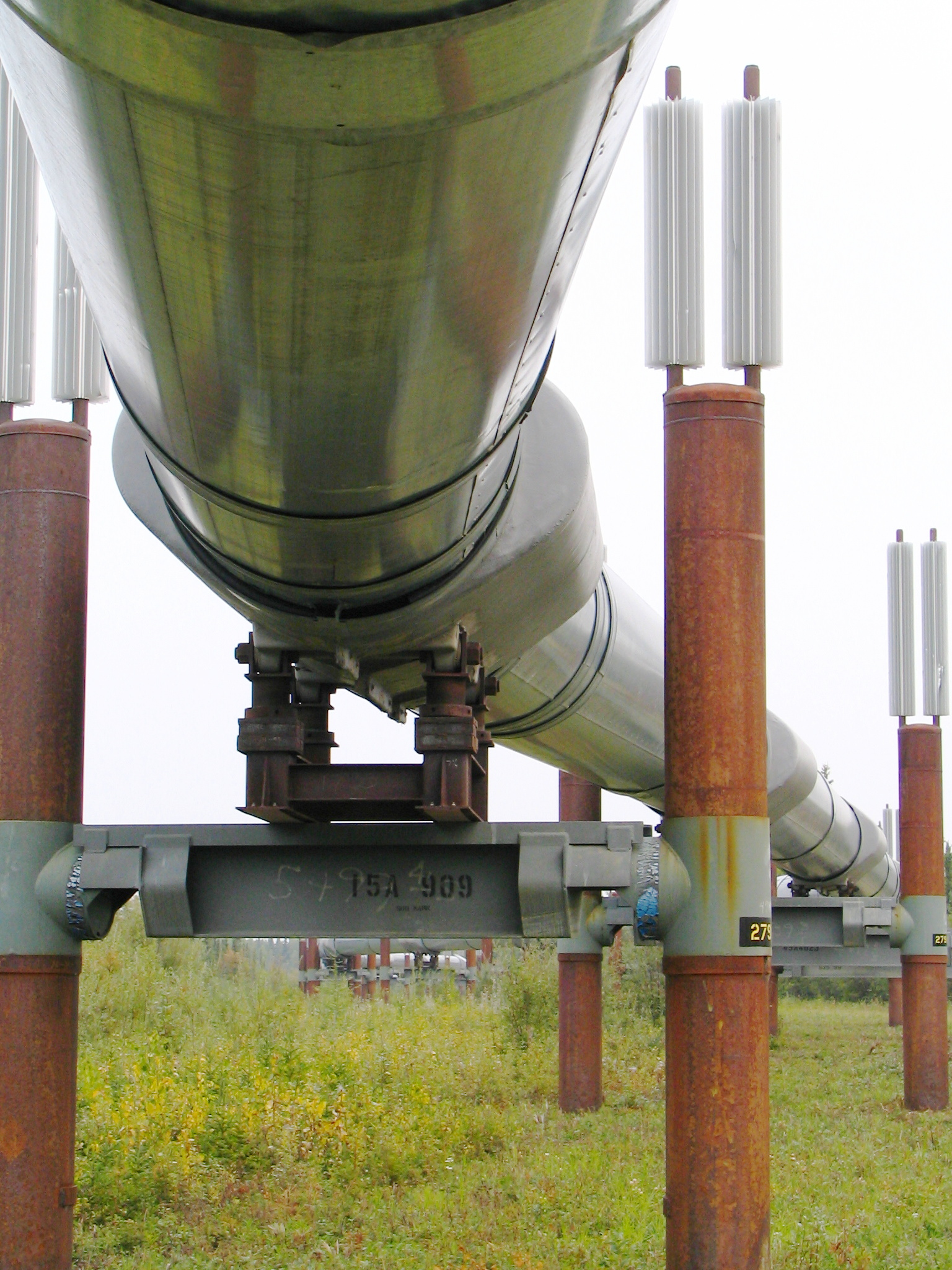
Ropovod na Aljašce

Potrubí je technické zařízení, které je složeno z těsně spojených rour či trubek.
Potrubí je obvykle určeno k dopravě kapalin, plynů a různých sypkých materiálů (případně jejich vzájemné směsi). Potrubím je však možné přepravovat i drobné předměty (například i poštu – potrubní pošta, nebo seno či slámu v zemědělském fukaru apod.)
Potrubí musí být v každém případě nepropustné, je vybaveno zařízením pro regulaci průtoku dopravované látky potrubím a také pro zastavení průtoku. Potrubí bývá uloženo tak, aby byla umožněna jeho dilatace a aby bylo chráněno před vnějším mechanickým poškozením, u kovových potrubí také před možnou korozí.
Potrubí slouží i pro přenos tepelné energie, které je zde vždy vázáno na teplonosné médium, kterým nejčastěji bývá voda nebo vodní pára. Takovéto potrubí (např. teplovodní nebo parovodní) bývá opatřeno tepelnou izolací před nežádoucí ztrátou tepla do okolí.

## Hlavní parametry potrubí
- Jmenovitý tlak (Jt): jedná se o označení skupiny pracovních přetlaků, které jsou odstupňovány podle řady vyvolených čísel. V současnosti se označuje PN.
- Jmenovitá světlost (Js): je to přibližně vnitřní průměr potrubí udaný v milimetrech. V současnosti se označuje DN a znamená vnitřní průměr (viz definice DN).
- Pracovní stupeň: přepravované látky jsou rozděleny do skupin podle teploty dopravované látky. Pro teploty pod bodem mrazu t < 0 °C se potrubí značí písmeny latinské abecedy A–C, pro teploty t > 0 °C se potrubí označuje římskými číslicemi I.–IX.

Příklad: v případě označení potrubí "DN50 PN25/I" se jedná o:
- DN50 – přibližný vnitřní průměr potrubí je 50 mm
- PN25 – přetlak do 2,5 MPa
- /I – přepravovaná látka má teplotu v rozmezí 0–200 °C

Definice DN podle ČSN EN ISO 6708 zní: Je to číselné označení rozměru části potrubního systému používané pro referenční účely; označení se skládá z písmen DN, za kterými následuje bezrozměrné celé číslo vztahující se nepřímo k fyzikálnímu připojovacímu rozměru vnitřního nebo vnějšího průměru v milimetrech.

## Dělení

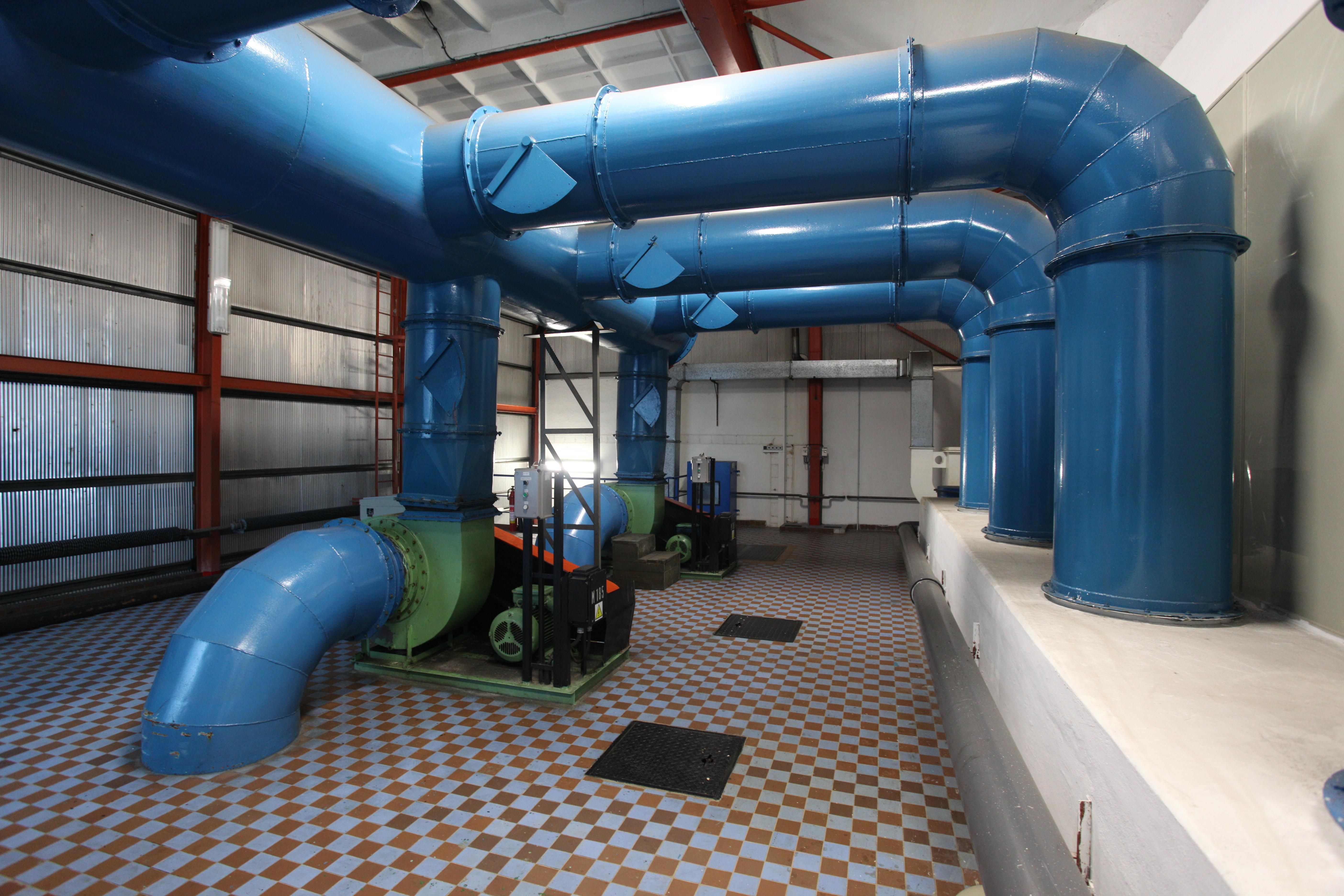
Modré potrubí k přívodu vzduchu do aeračních místností

### Podle tlaku
- Podtlakové
- Nízkotlaké
- Vysokotlaké

### Podle druhu spoje
- Svařované
- Šroubované
- Přírubové
- Hrdlové
- Pájené
- Lepené
- Se závitovými objímkami (fitýnky – fitting)

### Podle druhu izolace
- Technické konopí
- Pěnový polyethylen – jen do teploty max. +90 °C
- Skelná nebo čedičová vata – teploty nad 90 °C

### Podle umístění
- Vnitřní
- Vnější
- Stěnové
- Dálkové
- Tranzitní

### Podle druhu přepravované látky (základní možnosti)
- Vodní
- Parní
- Plynové
- Ropné
- Cementové

## Roury
Podle použitého materiálu lze roury rozdělit:
- Litinové
- Ocelové
- Měděné
- Mosazné
- Plastové
- Skleněné
- Čedičové
- Tombakové – použití u kompenzátoru

## Potrubí v potravinářství
Zvláštní skupinou je potrubí používané pro dopravu potravin a nápojů. Jde o potrubí ve výrobě (mlékárny, pivovary) ale i u spotřebitele. Například při čepování piva vede potrubí z tanků nebo KEG sudů do výčepní stolice. Toto potrubí musí být upraveno tak, aby bylo umožněno jeho snadné rozebírání, protože z hygienických důvodů musí být pravidelně čištěno (např. hydroxidem sodným). Potrubí proto bývá zhotoveno ze skla nebo nerezavějící oceli a ke spojování jsou používány rychlospojky.